# Gymplatanthera chodati
Gymplatanthera chodati là một loài thực vật có hoa trong họ Lan. Loài này được (Lendn. ex Schröt.) Camus, Bergon & A. Camus mô tả khoa học đầu tiên năm 1908.